# Messier 58
Messier 58 (M58) även känd som NGC 4579, är en spiralgalax i stjärnbilden Jungfrun ungefär en grad väster om Messier 59 ca 68 miljoner ljusår från jorden. Den upptäcktes den 15 april 1779 av Charles Messier och är en av fyra spiralgalaxer som förekommer i Messiers katalog. Den är en av de ljusaste galaxerna i Virgohopen.

## Egenskaper
Liksom många andra spiralgalaxer i Virgohopen (som Messier 90), är Messier 58 en anemisk galax med låg stjärnbildande aktivitet koncentrerad inom galaxens optiska skiva, och har förhållandevis lite fritt väte, lokaliserat till skivans insida och koncentrerat i klumpar, jämfört med andra galaxer av liknande morfologiska typ. Denna brist på gas tros orsakas av interaktioner med Virgos intrastellära medium.
Messier 58 har en aktiv galaktisk kärna med låg luminositet, där en supernova kan uppkomma samt ett supermassivt svart hål med en massa på ca 70 miljoner solmassor. Den är också en av de mycket få galaxerna som är känd för att innehålla en UCNR (ultrakompakt kärnring), en serie av stjärnbildningsregioner som är lokaliserade i en mycket liten ring runt galaxens centrala del.

## Supernovor
Två supernovor har studerats i Messier 58. En supernova av typ II kallad SN 1988A upptäcktes av Kaoru Ikeya, Robert Evans, Christian Pollas och Shingo Horiguchi den 18 januari 1988. Den hade en skenbar magnitud av 13,5 och ligger 40 bågsekunder söder av galaxcentrum. En supernova typ I kallad SN 1989M upptäcktes sedan den 28 juni 1989 av Kimeridze. Denna hade en skenbar magnitud av 12,2 och är belägen 33 bågsekunder norr och 44 bågsekundar väster om galaxens kärna.